# Angermühle (Gaimersheim)
Angermühle ist ein ehemaliger Ortsteil von Gaimersheim im oberbayerischen Landkreis Eichstätt.

## Lage
Der Ort liegt im Osten von Gaimersheim südlich der Staatsstraße 2335 in der Retzgrabenaue.

## Geschichte
Um 1337 wird als Besitzer der Getreidemühle Heinrich Kleyen genannt. In der Nähe der „Kleymühle“ befand sich ein sumpfiges Quellgebiet, das „Url“. 1459 ist die Mühle bei der Errichtung des Benefiziums Gaimersheim erwähnt. Nach einem Salbuch von 1714 war die „Angermühle“ in den Besitz der Ingolstädter Jesuiten gekommen und gelangte nach deren Verbot (1773) in den Besitz der Malteser-Kommende Oberhaunstadt. Nach der Säkularisation in Bayern in Privatbesitz, war die Angermühle bis circa 1960 in Betrieb. Bis zur Volkszählung 1961 wird Angermühle als Ortsteil der Gemeinde Gaimersheim erwähnt. Heute wird das Anwesen als Reitstall genutzt.